# Mike Leake
Michael Raymond Leake (San Diego, 12 novembre 1987) è un giocatore di baseball statunitense.

## Carriera

### Inizi e Minor League (MiLB)

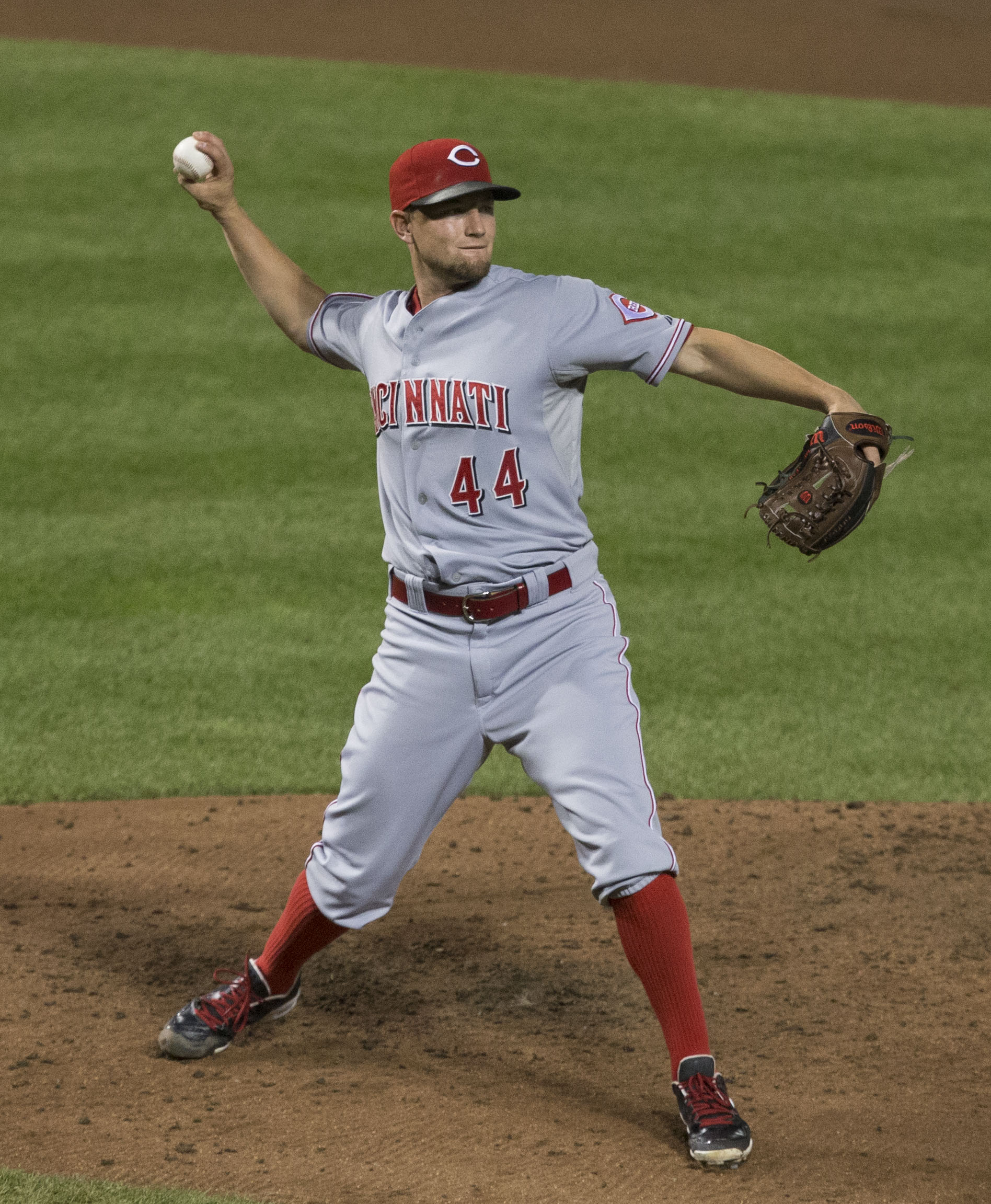
Leake con i Reds nel 2014

Nato a San Diego, Leake crebbe a Valley Center, dove frequentò l'omonima Valley Center High School. Crebbe come tifoso dei Seattle Mariners e i suoi giocatori preferiti furono Vladimir Guerrero e Nolan Ryan.
Si trasferì successivamente alla Fallbrook High School, dove si diplomò nel 2006 e venne selezionato per la prima volta, nel 7º turno del draft MLB 2006, dagli Oakland Athletics. Scelse di non firmare, e si iscrisse all'Arizona State University, da dove venne selezionato nel primo turno, come 8ª scelta assoluta del draft MLB 2009, dai Cincinnati Reds, firmando un contratto di 400.000 dollari e ricevendo un bonus alla firma di 2.3 milioni.
Giocò nella Arizona Fall League con i Peoria Saguaros per la stagione 2009.

### Major League (MLB)
Leake debuttò nella MLB il 11 aprile 2010, al Great American Ball Park di Cincinnati contro i Chicago Cubs. Schierato come lanciatore partente lanciò per 6.2 inning, eliminando cinque battitori per strikeout e concedendo quattro valide, sette base su ball e un punto. Inoltre apparve come battitore in due turni, colpendo una valida in ciascuno di essi. Il 22 aprile nella sua terza partita di MLB, ottenne la sua prima vittoria, contro i Dodgers. Quattro partite dopo, il 15 maggio, ottenne la quarta vittoria e nella sua undicesima partita da partente, il 5 giugno, ottenne la quinta vittoria. Subì la sua prima sconfitta, nella sua 13ª partenza, il 16 giugno, contro i Dodgers. Concluse la stagione con 24 partite disputate nella MLB, di cui 22 da partente.
Nel 2011 giocò in 29 partite nella MLB e in 2 nella Tripla-A.
Come battitore, il 21 maggio 2012 contro i Braves, colpì il suo primo fuoricampo.
Il 30 luglio 2015, i Reds scambiarono Leake con i San Francisco Giants per Adam Duvall e Keury Mella. Divenne free agent a fine stagione.
Il 22 dicembre 2015, Leake firmò un contratto quinquennale dal valore complessivo di 80 milioni di dollari con i St. Louis Cardinals.
Il 30 agosto 2017, i Cardinals scambiarono Leake, assieme a una somma in denaro e un international bonus slot money, con i Seattle Mariners per il giocatore di minor league Rayder Ascanio.
Il 31 luglio 2019, i Mariners scambiarono Leake, assieme a una somma in denaro, con gli Arizona Diamondbacks per il giocatore di minor league Jose Caballero.
Il 29 giugno 2020, Leake fu il primo giocatore della MLB ad annunciare la sua volontà di non partecipare alla stagione 2020, a causa dei rischi derivanti dalla pandemia di COVID-19. Il 28 ottobre 2020, i Diamondbacks declinarono l'opzione di 18 milioni di dollari per la stagione 2021, pagandogli una buonuscita di 5 milioni, rendendolo così free agent.

## Nazionale
Nel 2008, Leake partecipò con la nazionale statunitense al campionato mondiale universitario di baseball, dove vinse la medaglia d'oro assieme al resto della squadra.

## Palmares
- Guanto d'oro: 1

2019